# Белоглазово (Крым)

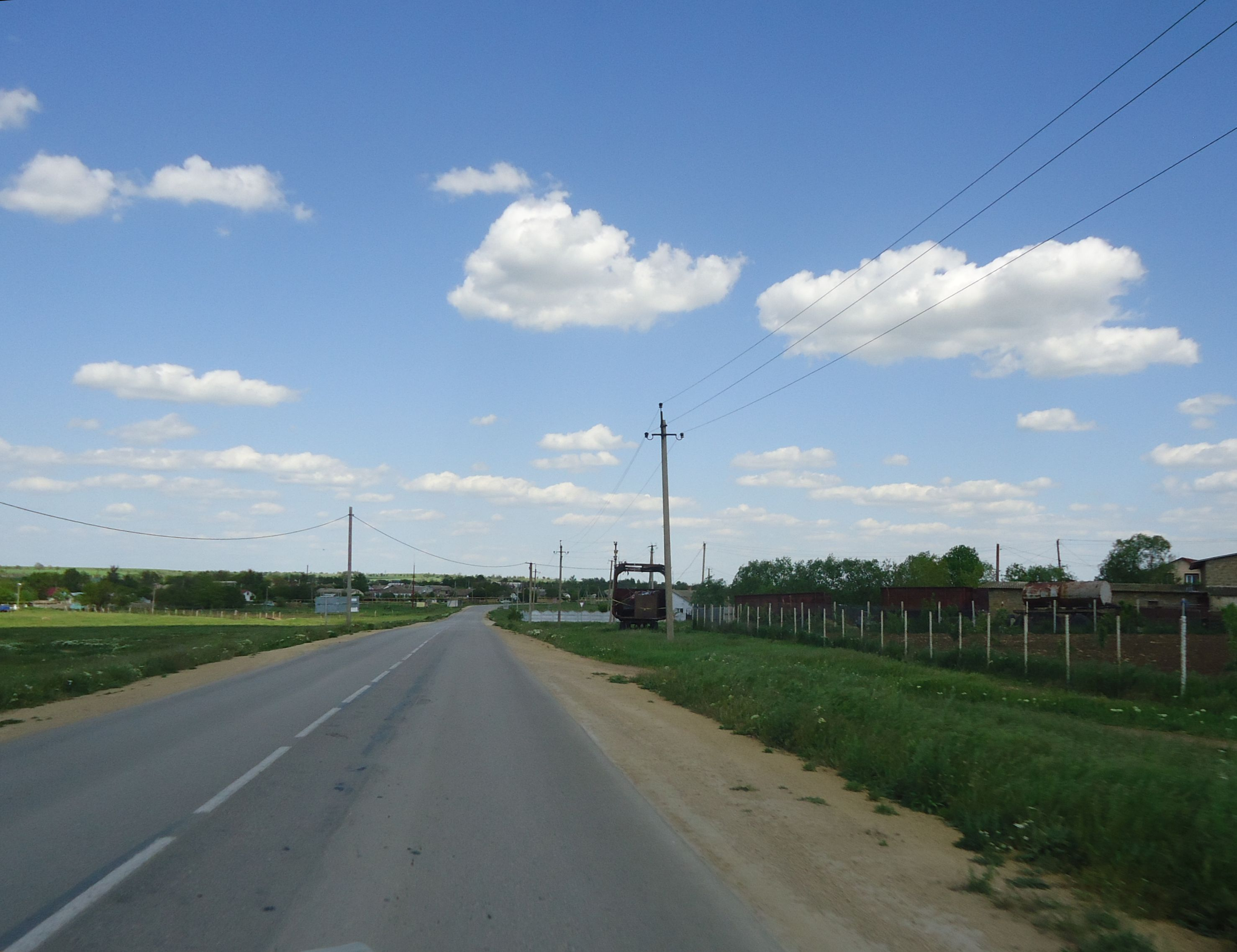
Западная часть Трудового, бывшее Белоглазово

Белогла́зово (до 1948 года Акко́з; укр. Білоглазове, крымскотат. Aqköz, Акъкозь) — исчезнувшее село в Сакском районе Республики Крым (согласно административно-территориальному делению Украины — Автономной Республики Крым), располагавшееся на востоке района, в степной части Крыма. Присоединено к Трудовому, фактически — западная окраина села.

### Динамика численности населения
| - 1806 год — 70 чел. - 1864 год — 25 чел. - 1889 год — 29 чел. - 1892 год — 0 чел. | - 1900 год — 35 чел. - 1915 год — 49/19 чел. - 1926 год — 110 чел. |

## История
Идентифицировать Ак-Коз среди, зачастую сильно искажённых, названий деревень Каракуртскаго кадылыка Бахчисарайского каймаканства в Камеральном Описании Крыма 1784 года пока не удалось. После присоединения Крыма к России (8) 19 апреля 1783 года, (8) 19 февраля 1784 года, именным указом Екатерины II сенату, на территории бывшего Крымского Ханства была образована Таврическая область и деревня была приписана к Евпаторийскому уезду. После Павловских реформ, с 1796 по 1802 год, входила в Акмечетский уезд Новороссийской губернии. По новому административному делению, после создания 8 (20) октября 1802 года Таврической губернии, Ак-Коз был включён в состав Тулатской волости Евпаторийского уезда.
По Ведомости о волостях и селениях, в Евпаторийском уезде с показанием числа дворов и душ… от 19 апреля 1806 года в деревне Ак-Коз числилось 9 дворов, 69 крымских татар и 1 ясыр. На военно-топографической карте генерал-майора Мухина 1817 года деревня Ак коз обозначена с 9 дворами. После реформы волостного деления 1829 года Аккоз, согласно «Ведомости о казённых волостях Таврической губернии 1829 года», отнесли к Темешской волости (переименованной из Тулатской). На карте 1836 года в деревне 13 дворов, а на карте 1842 года деревня обозначена условным знаком «малая деревня», то есть, менее 5 дворов.
В 1860-х годах, после земской реформы Александра II, деревню приписали к Сакской волости. Согласно «Памятной книжке Таврической губернии за 1867 год», деревня Аккоз была покинута жителями в 1860—1864 годах, в результате эмиграции крымских татар, особенно массовой после Крымской войны 1853—1856 годов, в Турцию и заселена русскими дворянами. В «Списке населённых мест Таврической губернии по сведениям 1864 года», составленном по результатам VIII ревизии 1864 года, Аккоз — владельческая русская деревня, с 4 дворами и 25 жителями при колодцах. По обследованиям профессора А. Н. Козловского 1867 года, вода в колодцах деревни была пресная, но их глубина достигала 16—25 саженей (30—50 м),. На трехверстовой карте Шуберта 1865—1876 года в деревне Аккоз 4 двора. В «Памятной книге Таврической губернии 1889 года» по результатам Х ревизии 1887 года записан Аккоз с 4 дворами и 29 жителями. На верстовой карте 1890 года в деревне обозначено также 4 двора с русским населением. Согласно «…Памятной книжке Таврической губернии на 1892 год», в деревне Аккоз жителей и домохозяйств не числилось.
Земская реформа 1890-х годов в Евпаторийском уезде прошла после 1892 года, в результате Аккоз приписали к Камбарской волости. По «…Памятной книжке Таврической губернии на 1900 год» в деревне числилось 35 жителей в 4 домохозяйствах. По Статистическому справочнику Таврической губернии. Ч.II-я. Статистический очерк, выпуск пятый Евпаторийский уезд, 1915 год, в деревне Аккоз Камбарской волости Евпаторийского уезда числилось 11 дворов (все дворы с землёй) с русским населением в количестве 49 человек приписных жителей и 19 — «посторонних», из которых 38 мужчин и 30 женщин. Жители владели 436 десятинами удобной земли. В хозяйствах имелось 57 лошадей, 8 волов, 23 коровы и 40 голов мелкого скота.
После установления в Крыму Советской власти, по постановлению Крымревкома от 8 января 1921 года была упразднена волостная система и село включили в состав вновь созданного Сарабузского района Симферопольского уезда, а в 1922 году уезды получили название округов. 11 октября 1923 года, согласно постановлению ВЦИК, в административное деление Крымской АССР были внесены изменения, в результате которых был ликвидирован Сарабузский район и образован Симферопольский и село включили в его состав. Согласно Списку населённых пунктов Крымской АССР по Всесоюзной переписи 17 декабря 1926 года, в селе Аккоз, Джума-Абламского сельсовета Симферопольского района, числилось 24 двора, из них 23 крестьянских, население составляло 110 человек, из них 104 русских и 6 украинцев. Постановлением президиума КрымЦИК от 26 января 1935 года «Об образовании новой административной территориальной сети Крымской АССР» был создан Сакский район и село, вместе с сельсоветом, включили в его состав.
После освобождения Крыма от фашистов, 12 августа 1944 года было принято постановление № ГОКО-6372с «О переселении колхозников в районы Крыма», по которому в район из Курской и Тамбовской областей РСФСР в район переселялись 8100 колхозников, а в начале 1950-х годов последовала вторая волна переселенцев из различных областей Украины. С 25 июня 1946 года Аккоз в составе Крымской области РСФСР. Указом Президиума Верховного Совета РСФСР от 18 мая 1948 года, Аккоз переименовали в Белоглазово. 26 апреля 1954 года Крымская область была передана из состава РСФСР в состав УССР. Указом Президиума Верховного Совета УССР «Об укрупнении сельских районов Крымской области», от 30 декабря 1962 года село присоединили к Евпаторийскому району. К 1960 году Белоглазово присоединили к Трудовому, поскольку на эту дату селение в списках уже не значилось (согласно справочнику «Крымская область. Административно-территориальное деление на 1 января 1968 года» — в период с 1954 по 1968 годы.